# Qiupalong
Qiupalong – rodzaj ornitomimozaura z rodziny Ornithomimidae żyjącego pod koniec późnej kredy na terenach dzisiejszej Azji i Ameryki Północnej. Gatunkiem typowym jest Q. henanensis, którego holotypem są kości biodrowe, kości łonowe, niekompletne kości kulszowe oraz kości prawej kończyny tylnej (kość piszczelowa, kości śródstopia i kości palców) oznaczone HGM 41HIII-0106. Skamieniałości Q. henanensis odkryto w osadach formacji Qiupa niedaleko wioski Qiupa w chińskiej prowincji Henan. Znane skamieniałości Qiupalong mogą należeć co najmniej do dwóch różnych osobników, przy czym kości miednicy i jedna z kości palca mogły należeć do osobnika nieco mniejszego od tego, do którego należały pozostałe skamieniałości. Od innych ornitomimozaurów Q. henanensis odróżnia obecność wcięcia na bocznej powierzchni wyrostka przyśrodkowego tylnego na końcu bliższym kości piszczelowej oraz obecność niewielkiego dołka w miejscu stykania się kości skokowej i kości piętowej. Szkielet Q. henanensis cechuje współwystępowanie niektórych cech budowy ciała występujących u bazalnych ornitomimozaurów (niewielkie rozszerzenie stopki łonowej – pubic boot – ku przodowi) z cechami występującymi u przedstawicieli rodziny Ornithomimidae, takimi jak trzecia kość śródstopia (metatarsal III) wzięta w kleszcze przez drugą i czwartą kość śródstopia i zwężająca się ku końcowi bliższemu, umożliwiając stykanie się końców bliższych drugiej i czwartej kości śródstopia (tzw. arctometatarsalian condition), jak u przedstawicieli rodziny Ornithomimidae; prosty trzonek łonowy (pubic shaft) jak u Gallimimus bullatus i północnoamerykańskich przedstawicieli Ornithomimidae (Struthiomimus i Ornithomimus); oraz kąt 50° między trzonkiem łonowym a stopką łonową, jak u Ornithomimus edmontonicus.
Z przeprowadzonej przez autorów jego opisu analizy kladystycznej wynika, że najbliższymi znanymi krewnymi Q. henanensis nie były azjatyckie ornitomimozaury; według analizy Qiupalong był taksonem siostrzanym do kladu tworzonego przez północnoamerykańskie rodzaje Ornithomimus i Struthiomimus, zaś wszystkie trzy rodzaje tworzyły klad siostrzany do grupy obejmującej azjatyckie rodzaje Gallimimus i Anserimimus. Z analizy przeprowadzonej przez Suesa i Awerianowa (2016) wynika natomiast, że Qiupalong był taksonem siostrzanym do kladu obejmującego rodzaje Ornithomimus i Anserimimus, zaś wszystkie trzy rodzaje tworzyły klad siostrzany do rodzaju Struthiomimus. Tym samym Qiupalong jest pierwszym znanym azjatyckim przedstawicielem Ornithomimidae, którego skamieniałości odkryto poza obszarem pustyni Gobi; ponadto ze wszystkich znanych azjatyckich przedstawicieli Ornithomimidae to właśnie szczątki Q. henanensis odkryto najdalej na południe.
McFeeters i współpracownicy (2017) opisali niekompletny szkielet pozaczaszkowy ornitomimozaura oraz dwie izolowane kości kończyn tylnych odkryte w kampańskich (76,5–74,8 milionów lat temu) osadach grupy Belly River, w tym formacji Dinosaur Park, na obszarze Prowincjalnego Parku Dinozaurów w kanadyjskiej prowincji Alberta; w ocenie autorów są to skamieniałości przedstawicieli rodzaju Qiupalong o niepewnej przynależności gatunkowej. Kanadyjskie skamieniałości przedstawicieli rodzaju Qiupalong mogą być starsze od skamieniałości z Chin, być może nawet o 10 milionów lat. W ocenie McFeetersa i współpracowników (2017) rodzaj Qiupalong mógł wyewoluować na obszarze Ameryki Północnej i stamtąd skolonizować Azję.